# Martín Rivas (telenovela de 1979)
Martín Rivas fue una miniserie de televisión en color producida por Televisión Nacional de Chile en 1979, basada en la novela de Alberto Blest Gana. Con una duración de 6 capítulos, fue dirigida y escrita por Sergio Riesenberg, y protagonizada por Alejandro Cohen y Sonia Viveros entre otros.

## Trama
Ambientada a mediados del siglo XIX, cuenta la apasionada historia de amor de un joven copiapino y un fiel retrato de la vida y las costumbres de Chile a mediados de 1850.
Martín Rivas Salazar (Alejandro Cohen) es un joven pobre pero distinguido, representante de la tradición colonial chilena donde la distinción, el honor y otras virtudes eran más importantes que el dinero y que en esa época (1835 en adelante). Para ello Rivas se traslada desde Copiapó en el norte de Chile a estudiar leyes a Santiago. Su disminuida condición económica lo obligan a hospedarse en casa de Don Dámaso Encina (Mario Montilles), líder de una rica familia chilena. 
Martín Rivas llega a la casa de Dámaso Encina porque su padre había sido empleado de confianza de Encina en sus negocios mineros en Copiapó. Gracias al padre de Martín Rivas, Encina pudo consolidar su negocio minero e incrementar su capital, el cual había iniciado como un simple dependiente de una casa comercial de Valparaíso, ello influye en el gran aprecio que Dámaso profesa por Martín pues ve en él a un joven de origen humilde, esforzado por lograr sus altas expectativas pero de nobles sentimientos como lo había sido él en su juventud, incluso Dámaso ve con buenos ojos a Martín en comparación a su propio hijo (rol interpretado en esta versión por Agustín Moya ) quién solo se dedica a disfrutar la vida y dilapidar la fortuna creada por su padre con mucho esfuerzo.
Es durante su estada en la casa de los Encina, cuando conoce a la bella Leonor (Sonia Viveros), la hermosa hija de Don Dámaso. Martín no tarda en enamorarse de ella y sin querer desarrollar sentimientos aparentemente no correspondidos.
Sin embargo, a lo largo de la historia, Martín se verá enfrentado a una serie de obstáculos que siempre estarán dirigidos a recordarle su humilde condición social. 
Con diálogos exquisitos en el lenguaje y escenas excelentemente logradas, Martín Rivas es una historia romántica y espontánea, que reflejan fielmente el romanticismo de la literatura del siglo XIX.
Ricos y pobres son recreados en una historia que atrapa desde el comienzo. Destaca la excesiva musicalización y la fotografía.

## Reparto

### Principales
- Alejandro Cohen como Martín Rivas
- Sonia Viveros como Leonor Encina
- Patricio Achurra como Rafael San Luis
- Claudia Di Girolamo como Matilde Elías
- Mario Montilles como Dámaso Encina
- Liliana Ross como Engracia Núñez
- Malú Gatica como Francisca Encina
- Armando Fenoglio como Fidel Elías
- Lucy Salgado como Bernarda Cordero
- Silvia Santelices como Adelaida Molina
- Nelson Brodt como Amador Molina
- Soledad Pérez como Edelmira Molina
- Agustín Moya como Agustín Encina
- Cora Díaz como Clarisa Cordero
- Frankie Bravo como Pedro San Luis
- Maruja Cifuentes como Clara San Luis
- Eduardo Soto como Anacleto Lira
- Enrique Madiña como Simón Arenal
- Cristián García-Huidobro como Clemente Valencia
- Rolando Valenzuela como Emilio Mendoza
- Mario Lorca como Ricardo Castaños
- Jorge Boudon como Juan

## Comentarios
La miniserie de 1979 fue la primera telenovela a color exhibida en los canales chilenos. La serie tuvo gran éxito de audiencia y contó con las excelentes actuaciones de actores de renombre de la época (ver elenco).
La trama de la miniserie intenta ser fiel a la novela de Alberto Blest Gana y difiere en los capítulos finales, por lo que se considera una adaptación de la novela de Blest Gana.
La ambientación de los interiores se hizo en el Palacio Cousiño y de los exteriores en haciendas de Colchagua.
Se destaca la excelente y fiel caracterización de Martín Rivas por parte de Alejandro Cohen, la especial actuación de Sonia Viveros como la orgullosa Leonor,  la lograda interpretación del afrancesado  Agustín por parte de Agustín Moya y la de Rafael  San Luis realizada por Patricio Achurra.
El rol de Matílde Elías marca el debut de la hoy reina de las teleseries, Claudia Di Girólamo .